# Ochthebius cyrenaeus
Ochthebius cyrenaeus är en skalbaggsart som beskrevs av Ferro 1985. Ochthebius cyrenaeus ingår i släktet Ochthebius och familjen vattenbrynsbaggar. Inga underarter finns listade i Catalogue of Life.